# Трищетинник
Трищети́нник, или Овсе́ц (лат. Trisetum), — род травянистых растений семейства Злаки, или Мятликовые (Poaceae).

## Ботаническое описание

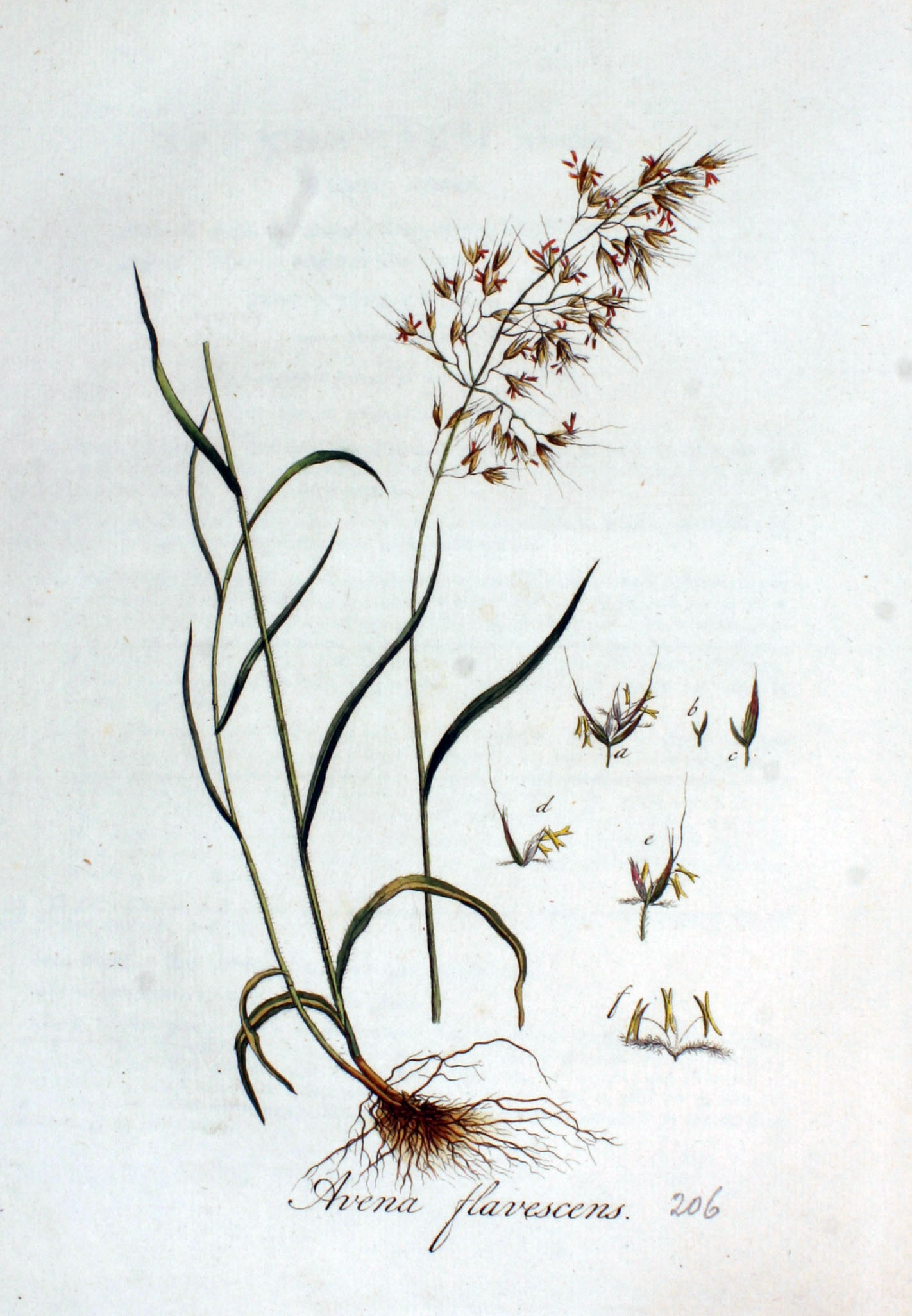
Трищетинник желтоватый (Trisetum flavescens).

## Распространение
Виды рода встречаются во всех внетропических областях обоих полушарий, а также в высокогорьях тропиков.

## Хозяйственное значение и применение
Хорошие, преимущественно сенокосные, кормовые растения.
Трищетинник желтоватый (Trisetum flavescens) используется в качестве газонного растения.

## Список видов
Род Трищетинник включает 87 видов:
- Trisetum aeneum (Hook.f.) R.R.Stewart
- Trisetum agrostideum (Laest.) Fr. — Трищетинник полевицеобразный, или Трищетинник субальпийский
- Trisetum alpestre (Host) P.Beauv. — Трищетинник альпийский
- Trisetum altaicum Roshev. — Трищетинник алтайский
- Trisetum ambiguum Rúgolo & Nicora
- Trisetum angustum Swallen
- Trisetum antarcticum (J.R.Forst.) Trin. — Трищетинник антарктический
- Trisetum arduanum Edgar & A.P.Druce
- Trisetum argenteum (Willd.) Roem. & Schult. — Трищетинник серебристый
- Trisetum barbinode Trin.
- Trisetum baregense Laff. & Miégev.
- Trisetum bertolonii Jonsell — Трищетинник Бертолони
- Trisetum bifidum (Thunb.) Ohwi
- Trisetum brasiliense Louis-Marie — Трищетинник бразильский
- Trisetum bulbosum Hitchc. — Трищетинник клубненосный
- Trisetum bungei Boiss. — Трищетинник Бунге
- Trisetum burnoufii Req. ex Parl. — Трищетинник Бурноуфа
- Trisetum buschianum Seredin — Трищетинник Буша
- Trisetum caudulatum Trin.
- Trisetum cernuum Trin.
- Trisetum ciliare (Kit.) Domin — Трищетинник реснитчатый
- Trisetum clarkei (Hook.f.) R.R.Stewart
- Trisetum cumingii (Steud.) Parodi ex Nicora
- Trisetum curvisetum Morden & Valdés-Reyna
- Trisetum debile Chrtek
- Trisetum distichophyllum (Vill.) P.Beauv. — Трищетинник двуряднолистный
- Trisetum drucei Edgar
- Trisetum durangense Finot & P.M.Peterson
- Trisetum filifolium Scribn. ex Beal
- Trisetum flavescens (L.) P.Beauv. — Трищетинник желтоватый, или Трищетинник луговойtypus[1]
- Trisetum foliosum Swallen
- Trisetum glaciale Boiss.
- Trisetum glomeratum (Kunth) Trin. ex Steud. — Трищетинник скученный
- Trisetum gracile (Moris) Boiss.
- Trisetum henryi Rendle
- Trisetum howellii Hitchc. — Трищетинник Хауэлла
- Trisetum inaequale Whitney
- Trisetum irazuense (Kuntze) Hitchc.
- Trisetum juergensii Hack.
- Trisetum kangdingense (Z.L.Wu) S.M.Phillips & Z.L.Wu
- Trisetum koidzumianum Ohwi
- Trisetum laconicum Boiss. & Orph.
- Trisetum lasiorhachis (Hack.) Edgar
- Trisetum lepidum Edgar & A.P.Druce
- Trisetum ligulatum Finot & Zuloaga
- Trisetum longiglume Hack.
- Trisetum macbridei Hitchc.
- Trisetum macrotrichum Hack. — Трищетинник длинноволосый
- Trisetum martha-gonzaleziae P.M.Peterson & Finot
- Trisetum mattheii Finot
- Trisetum mexicanum (Swallen) S.D.Koch — Трищетинник мексиканский
- Trisetum micans (Hook.f.) Bor
- Trisetum montanum Vasey — Трищетинник горный
- Trisetum nancaguense Finot
- Trisetum oreophilum Louis-Marie
- Trisetum orthochaetum Hitchc.
- Trisetum palmeri Hitchc. — Трищетинник Палмера
- Trisetum pauciflorum Keng f.
- Trisetum persicum Chrtek
- Trisetum phleoides (d'Urv.) Kunth
- Trisetum pinetorum Swallen
- Trisetum preslii (Kunth) É.Desv. — Трищетинник Пресли
- Trisetum pringlei (Beal) Hitchc.
- Trisetum projectum Louis-Marie
- Trisetum pyramidatum Louis-Marie ex Finot — Трищетинник пирамидальный
- Trisetum rigidum (M.Bieb.) Roem. & Schult. — Трищетинник жёсткий
- Trisetum rosei Scribn. & Merr.
- Trisetum scitulum Bor
- Trisetum serpentinum Edgar & A.P.Druce
- Trisetum sibiricum Rupr. — Трищетинник сибирский
- Trisetum spellenbergii Soreng, Finot & P.M.Peterson — Трищетинник Шпелленберга
- Trisetum spicatum (L.) K.Richt. — Трищетинник колосистый
- Trisetum subspontaneum (Tzvelev) Czerep.
- Trisetum tenellum (Petrie) Allan & Zotov ex Laing & Gourlay
- Trisetum tenuiforme Jonsell
- Trisetum thospiticum Chrtek
- Trisetum tibeticum P.C.Kuo & Z.L.Wu — Трищетинник тибетский
- Trisetum tonduzii Hitchc.
- Trisetum transcaucasicum Seredin — Трищетинник закавказский
- Trisetum turcicum Chrtek — Трищетинник турецкий
- Trisetum umbratile (Kit.) Kitag. — Трищетинник теневой
- Trisetum velutinum Boiss.
- Trisetum viride (Kunth) Kunth — Трищетинник зелёный
- Trisetum virletii E.Fourn. — Трищетинник Вирлета
- Trisetum youngii Hook.f. — Трищетинник Юнга
- Trisetum yunnanense Chrtek — Трищетинник юньнаньский

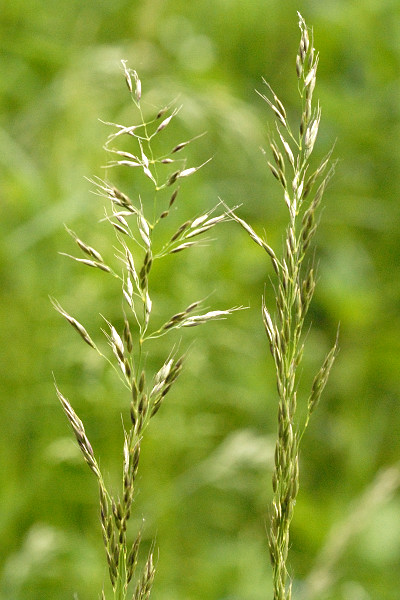
Трищетинник луговой (Trisetum flavescens)
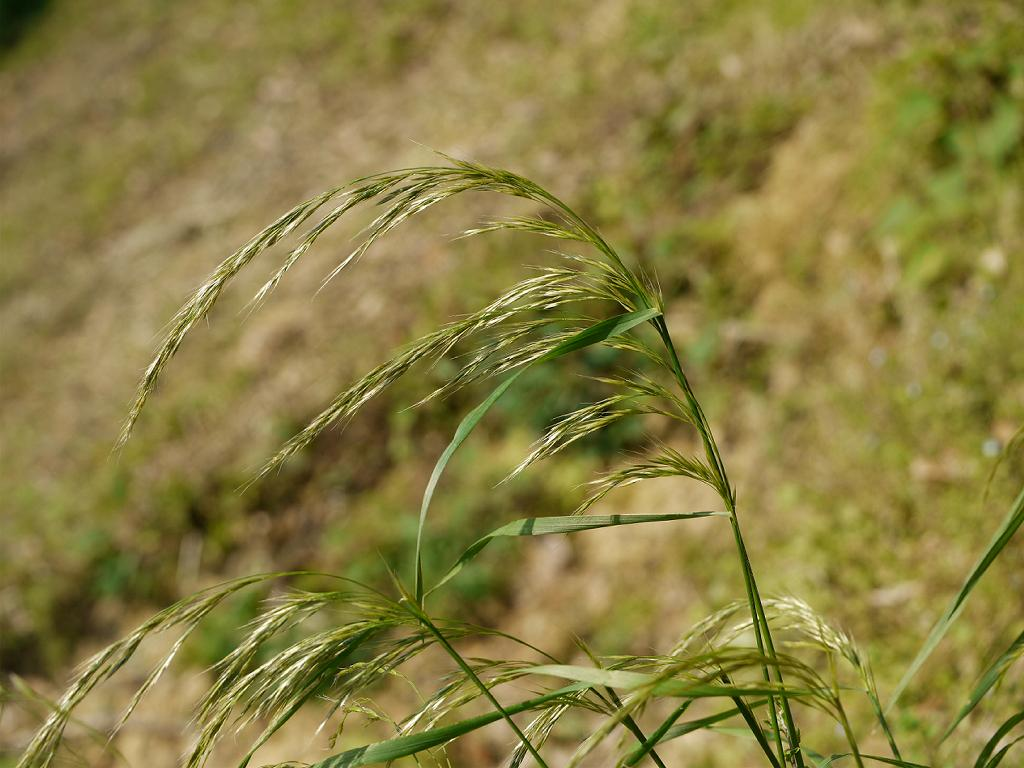
Trisetum bifidum
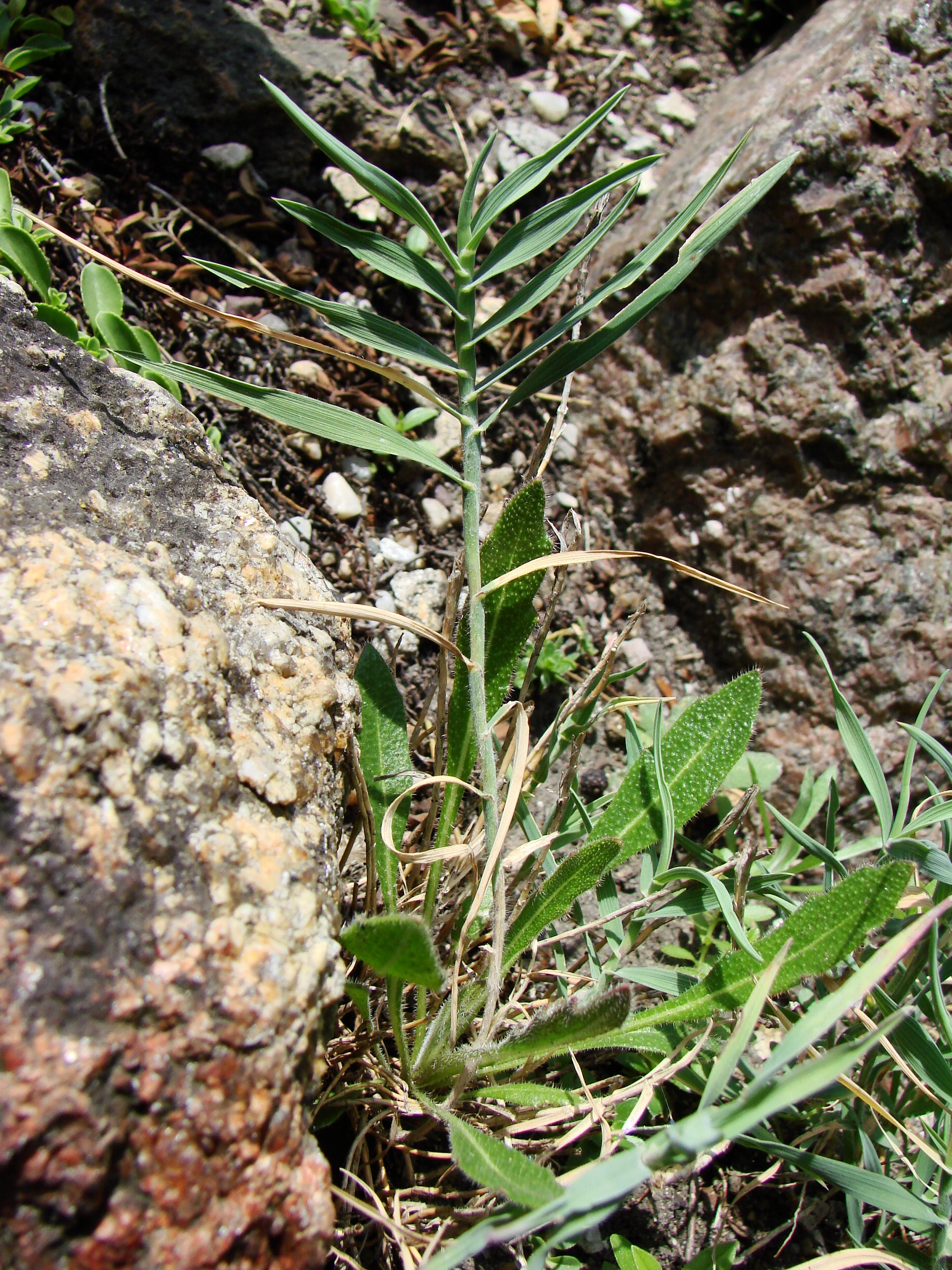
Трищетинник двуряднолистный (Trisetum distichophyllum)
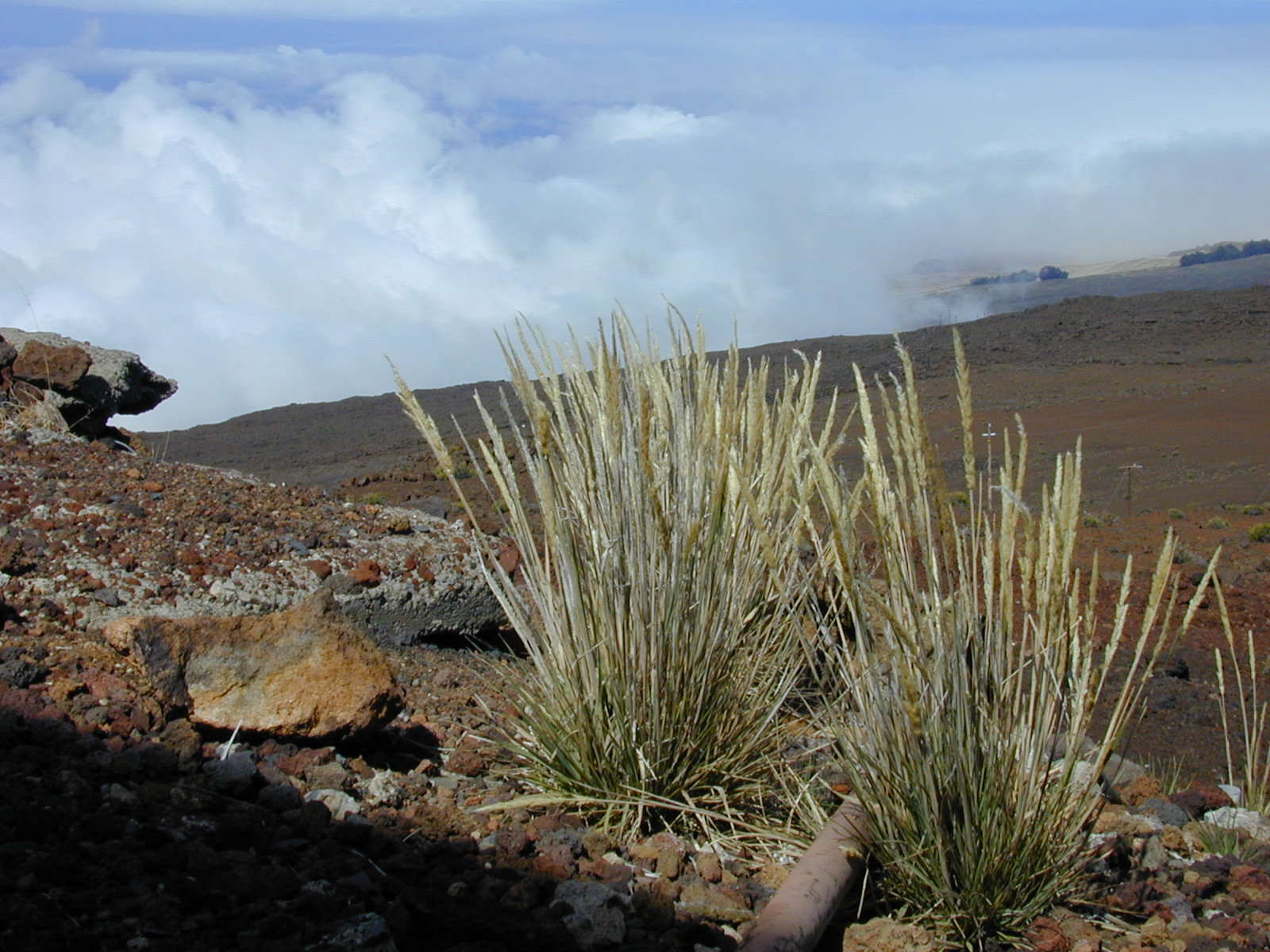
Трищетинник скученный (Trisetum glomeratum)